# Falculie mantelée
Falculea palliata
Genre
Espèce
Statut de conservation UICN

 LC  : Préoccupation mineure
La Falculie mantelée (Falculea palliata) est une espèce de passereau qui est le plus grand représentant de la famille des Vangidae.
Cet oiseau est répandu à travers la frange côtière occidentale de Madagascar.

## Description
La Falculie mantelée mesure environ 32 cm. Son plumage noir et blanc très contrasté et son long bec (jusqu'à 7 cm) fin et arqué font que cet oiseau ne peut être confondu avec aucun autre. Les parties supérieures du corps et la queue sont noires à reflets bleus. La tête, le cou, les couvertures sous-alaires et les parties inférieures sont blancs. Le bec est gris clair et les iris brun sombre. Les tarses et les doigts forts sont gris bleu pâle.
Il n'y a pas de dimorphisme sexuel chez cette espèce.
Les immatures présentent un bec beaucoup moins développé et des marques beiges sur les parties supérieures et les couvertures sus-alaires.
Les anciens nids de cet oiseau sont particulièrement appréciés par les Faucons à ventre rayé, Falco zoniventris pour y nidifier.

## Source
- Langrand O. (1995) Guide des Oiseaux de Madagascar. Delachaux & Niestlé, Lausanne, Paris, 415 p.